# Séisme de 2009 à Shizuoka
Le séisme de 2009 à Shizuoka (静岡地震, Shizuoka jishin), aussi appelé séisme de la baie de Suruga (駿河湾地震, Suruga-wan jishin), s'est produit le 11 août 2009, au large des côtes de la préfecture de Shizuoka, au Japon.

## Séisme
Le 11 août 2009 au matin, le littoral de la baie de Suruga (préfecture de Shizuoka), au Japon, est secoué par un séisme de magnitude 6,4 et dont l'hypocentre est localisé dans l'océan Pacifique, à 30 km des côtes japonaises et à 26,8 km de profondeur,.

## Conséquences
À la suite du séisme, une alerte au tsunami est déclenchée. Elle est rapidement levée, les vagues engendrées par le tsunami ne dépassant pas les 40 cm, selon l'agence météorologique du Japon,.
Au moins 110 personnes ont été blessées, dont trois grièvement. Une personne a été retrouvée morte dans la préfecture de Shizuoka, mais le lien entre sa mort et le choc sismique n'a pas été confirmé. Deux réacteurs de la centrale nucléaire de Hamaoka, construite sur la côte pacifique, ont été arrêtés suivant une procédure sécuritaire d'urgence.
La secousse sismique s'est propagée jusqu'à Tokyo, la capitale du Japon située à environ 170 km au nord du point d'origine du tremblement de terre.